# Евгени Герганов
Евгени Балев Герганов е български професионален колоездач. Състезава се за отбора на България на Летните олимпийски игри през 2008 г.

## Кариера
Герганов е роден на 1 октомври 1975 г. в Сливен. Квалифицира се да се състезава в дисциплина индивидуално шосейно състезание (мъже) на Летните олимпийски игри през 2008 г. в Пекин. Преминавайки през 180-ия километър, Герганов не успява да постигне достатъчно добър резултат в пекинската жега и завършва на 110-о място.

## Постижения
2004
3-ти Бягане по часовник, Национално първенство по шосейно колоездене
2005
3-ти Генерално Обиколка на Турция
1-ви Етап 4
2007
1-ви Генерално Обиколка на България
2-ри Бягане по часовник, Национално първенство по шосейно колоездене
3-ти Генерално Гран при на Геменц
2008
3-ти Бягане по часовник, Национално първенство по шосейно колоездене
8-и Генерално Обиколка на България
2009
10-и Генерално Обиколка на Румъния
2010
1-ви Генерално Обиколка на Секейската земя
5-и Шосейно състезание, Национално първенство по шосейно колоездене
10-и Генерално Обиколка на България
1-ви Етап 7a
2011
4-ти Генерално Обиколка на България
5-и Генерално Обиколка на Гърция
2012
4-ти Шосейно състезание, Национално първенство по шосейно колоездене
2013
5-и Шосейно състезание, Национално първенство по шосейно колоездене
9-и Генерално Обиколка на Секейската земя
10-и Генерално Обиколка на България